# Communauté de communes Isigny Grandcamp Intercom
La communauté de communes Isigny Grandcamp Intercom  est une ancienne communauté de communes française, située dans le département du Calvados et la région Normandie.

## Histoire
La communauté de communes est créée par arrêté préfectoral du 28 novembre 2001.
Le 1er janvier 2017, elle fusionne avec les communautés de communes de Trévières et Intercom Balleroy Le Molay-Littry pour former la communauté de communes Isigny-Omaha Intercom.

## Composition
Elle était composée des vingt-et-une communes suivantes, toutes du canton d'Isigny-sur-Mer :
1. La Cambe
2. Canchy
3. Cardonville
4. Cartigny-l'Épinay
5. Castilly, désormais commune déléguée de la commune nouvelle d'Isigny-sur-Mer
6. Cricqueville-en-Bessin
7. Deux-Jumeaux
8. Englesqueville-la-Percée
9. Géfosse-Fontenay
10. Grandcamp-Maisy
11. Isigny-sur-Mer, désormais commune déléguée de la commune nouvelle d'Isigny-sur-Mer
12. Lison
13. Longueville
14. Monfréville
15. Neuilly-la-Forêt, désormais commune déléguée de la commune nouvelle d'Isigny-sur-Mer
16. Osmanville
17. Les Oubeaux, désormais commune déléguée de la commune nouvelle d'Isigny-sur-Mer
18. Saint-Germain-du-Pert
19. Saint-Marcouf
20. Saint-Pierre-du-Mont
21. Vouilly, désormais commune déléguée de la commune nouvelle d'Isigny-sur-Mer

## Administration municipale
| Période      | Période       | Identité      | Étiquette     | Qualité           |
| ------------ | ------------- | ------------- | ------------- | ----------------- |
| janvier 2002 | mars 2014     | Louis Lelong  | UMP, puis UDI | Maire de Castilly |
| mars 2014    | décembre 2016 | Michel Fauvel | SE            | Maire de Canchy   |